# Alho-mágico
O alho-mágico ou alho-negro (Allium nigrum L. ou Allium multibulbosum Jacq.) é uma planta do mesmo gênero botânico do alho. O seu caule é um bulbo de grandes dimensões. As folhas, paralelinérveas, são largas. As flores são brancas, rosadas ou esverdeadas. Em Portugal é espontânea no Centro e Sul do país.